# 河鼓增三
天鷹座χ，又名BD+11 3955，HD 186203、SAO 105168、HR 7497，是天鷹座的一颗恒星，视星等为5.27，位于銀經49.34，銀緯-5.7，其B1900.0坐标为赤經19h 37m 51.6s，赤緯+11° -5.7′ 28″。